# Агнес фон Хоенлое-Уфенхайм
Агнес фон Хоенлое-Уфенхайм (на немски: Agnes von Hohenlohe-Uffenheim; † 30 април 1319) е графиня от Хоенлое-Уфенхайм и чрез женитба бургграфиня на Нюрнберг и Абенберг.

## Произход
Тя е дъщеря на граф Албрехт I фон Хоенлое-Уфенхайм († ок. 1269) и първата му съпруга Кунигунда фон Хенеберг († 1257), дъщеря на граф Попо VII фон Хенеберг († 1245) и втората му съпруга Юта Тюрингска († 1235).
Баща ѝ Албрехт I се жени втори път сл. 1257 г. за Уделхилд фон Берг-Шелклинген († сл. 1271). Вероятно Агнес е тяхна дъщеря.

## Фамилия
Агнес фон Хоенлое се омъжва за Конрад II фон Нюрнберг († 1314), от род Хоенцолерн, бургграф на Нюрнберг и Абенберг, наричан Благочестиви, малкият син на бургграф Конрад I фон Нюрнберг († 1260/1261). Те имат седем деца:
- Фридрих фон Цолерн († 23 март 1303), в свещен орден във Вирнсберг
- Конрад фон Цолерн († 7 юли 1304), в свещен орден във Вирнсберг
- Готфрид († сл. 17 юли 1318), в свещен орден
- Лиутгарда (Лукардис) фон Цолерн († сл. 10 март 1313), омъжена пр. 27 юли 1273 г. за Конрад фон Шлюселберг († 3 август 1313)
- Агнес († сл. 1313), монахиня в Шефтерсхайм 1313
- Агнес († сл. 28 януари 1318), омъжена пр. 1294 г. за граф Фридрих VIII фон Труендинген († 1332), син на граф Фридрих II (VI) фон Труендинген
- две дъщери († пр. 7 февруари 1272)

Конрад II фон Нюрнберг се жени втори път пр. 21 декември 1295 г. за Агнес фон Хиршберг († сл. 1296).